# Niemieckie represje wobec ludności Radzynia Chełmińskiego (1939)
Niemieckie represje wobec ludności Radzynia Chełmińskiego (1939) – masowe represje wobec ludności Radzynia Chełmińskiego i okolicznych miejscowości, zastosowane przez okupantów niemieckich jesienią 1939. W ramach akcji „politycznego oczyszczania terytorium” członkowie paramilitarnego Selbstschutzu zamordowali wówczas kilkuset Polaków.

## Pierwsze dni okupacji
Radzyń Chełmiński został opanowany przez oddziały Wehrmachtu w dniu 4 września 1939. Z zachowanych dokumentów kościelnych wynika, iż tereny wchodzące w skład rzymskokatolickiego dekanatu Radzyń Chełmiński zamieszkiwało wówczas ok. 550 Niemców (21 procent ludności). Wielu z nich wstąpiło w szeregi Selbstschutzu – paramilitarnej formacji złożonej z przedstawicieli niemieckiej mniejszości narodowej zamieszkującej terytorium przedwojennej Polski. Członkowie tej organizacji byli dla Polaków szczególnie niebezpieczni ze względu na doskonałą znajomość lokalnych stosunków i uwarunkowań społecznych. Ponadto działając w szeregach Selbstschutzu miejscowi volksdeutsche mogli uregulować wiele zadawnionych sąsiedzkich sporów i porachunków, jak również zagarnąć mienie należące do aresztowanych i mordowanych Polaków.
Już od pierwszych dni okupacji Niemcy przeprowadzali masowe aresztowania w Radzyniu Chełmińskim i okolicznych miejscowościach. W październiku i listopadzie 1939 zatrzymano m.in. dziesięciu księży z dekanatu Radzyń Chełmiński – z czego sześciu aresztowano tego samego dnia (15 października). Owe aresztowania były elementem szerszej akcji eksterminacyjnej, wymierzonej w pierwszym rzędzie w polską inteligencję, którą narodowi socjaliści obarczali winą za politykę polonizacyjną prowadzoną na Pomorzu Gdańskim w okresie międzywojennym oraz traktowali jako główną przeszkodę na drodze do szybkiego i całkowitego zniemczenia regionu. W ramach tzw. Intelligenzaktion (pol. akcja „Inteligencja”) Niemcy zamordowali jesienią 1939 blisko 30 000 – 40 000 mieszkańców Pomorza.

## „Polityczne oczyszczanie terytorium”
Jesienią 1939 Polacy aresztowani w Radzyniu i okolicach byli zazwyczaj osadzani w obozie dla internowanych, zorganizowanym przez Selbstschutz na terenie byłego klasztoru oo. kapucynów w Rywałdzie. Obóz funkcjonował od października do grudnia 1939 i w tym okresie przeszło przezeń ok. 1000 osób (jednorazowo w klasztorze przebywało zwykle do 200 więźniów). W obozie uwięziono m.in. dziewięciu duchownych katolickich z okolicznych parafii – w tym sześciu księży z dekanatu Radzyń Chełmiński aresztowanych w dniu 15 października 1939.
Klasztor w Rywałdzie pełnił funkcję typowego obozu przejściowego. Tylko nieliczni jego więźniowie zostali jednak zwolnieni do domów. Wielu Polaków po krótkim pobycie w klasztorze deportowano do obozów koncentracyjnych – m.in. do Stutthofu i Sachsenhausen. Blisko 200 więźniów zostało rozstrzelanych w lesie koło Starej Rudy pod Radzyniem. Jesienią 1939 zamordowano tam licznych mieszkańców Radzynia, Rywałdu, Blizienka, Zielnowa, Blizna i Starej Rudy. Ponadto pewną liczbę więźniów zamordowano poza powiatem grudziądzkim – m.in. w Łopatkach pod Wąbrzeźnem oraz w Klamrach (powiat chełmiński). Spośród dziewięciu uwięzionych w obozie duchownych czterech rozstrzelano w Klamrach, dwóch zginęło w obozie koncentracyjnym Sachsenhausen, a trzech zwolniono.
Jesienią 1939 roku egzekucje miały również miejsce w innych miejscowościach w pobliżu Radzynia:
- na polu przy szosie z Jabłonowa do Płowęża miejscowy oddział Selbstschutzu rozstrzelał 40 mieszkańców Nowej Wsi, Jabłonowa i okolic. Zbrodnia miała miejsce we wrześniu 1939. Ciała ofiar ekshumowano w 1940 i wywieziono w nieznanym kierunku[8];
- w drugiej połowie października 1939 Niemcy rozstrzelali w Gołębiewie 11 Polaków przywiezionych z obozu w Rywałdzie. 19 października rozstrzelano tam również trzech mieszkańców Zielnowa[9];
- w Bursztynowie i Kitnówku członkowie Selbstschutzu rozstrzelali 13 Polaków. Ciała ofiar ekshumowano w 1945 i pochowano na cmentarzu w Bursztynowie[10];
- w okolicach Gruty Selbstschutz rozstrzelał 94 mieszkańców okolicznych wiosek[11];
- w dolinie rzeki Osy, przy drodze z Lisnowa do Świecia, Selbstschutz rozstrzelał 5 mieszkańców Lisnowa[12].

Łącznie w ramach akcji „politycznego oczyszczania terytorium” Selbstschutz rozstrzelał co najmniej kilkuset mieszkańców Radzynia Chełmińskiego oraz okolicznych miejscowości.